# 河內站 (日本)
河內站（日语：／ Kōchi eki */?）是位於廣島縣東廣島市河內町中河內，屬於西日本旅客鐵道（JR西日本）山陽本線的車站。此站曾為急行列車的停靠站，在山陽新幹線岡山站至博多站之間開業而日間優等列車全部廢止後，曾成為快速停車站。

## 歷史
- 1894年（明治27年）6月10日 - 山陽鐵道三原站至廣島站之間開通，此站啟用。為旅客、貨運車站。
  - 當時車站位於廣島縣豐田郡大河村（日语：河内町 (広島県)）中河內。
- 1906年（明治39年）12月1日 - 山陽鐵道國有化（日语：鉄道国有法），成為官設鐵道車站。。
- 1909年（明治42年）10月12日 - 制定路線名稱。成為山陽本線車站。
- 1924年（大正13年）4月1日 - 實施町制，車站位於廣島縣豐田郡河內町（日语：河内町 (広島県)）中河內。
- 1931年（昭和6年）1月12日 - 此站發生山陽線急行列車出軌墜落事故（日语：日本の鉄道事故_(1949年以前)#山陽線急行列車脱線転落事故）。
- 1955年（昭和30年）3月31日 - 隨著河內町（第二次）成立，車站位於廣島縣豐田郡河內町中河內。
- 1956年（昭和31年）4月1日 - 隨著所在郡改變，車站位於廣島縣賀茂郡河內町中河內。
- 1973年（昭和48年）4月11日 - 終止貨物起卸業務。
- 1987年（昭和62年）
  - 2月1日 - 綠色窗口開始營業。
  - 4月1日 - 伴隨國鐵分割民營化，車站由西日本旅客鐵道（JR西日本）營運。
- 1995年（平成7年）10月1日 - 車站從廣島分社（日语：西日本旅客鉄道広島支社）直轄改為由三原地域鐵道部（日语：三原地域鉄道部）管轄[2]。
- 1997年（平成9年）3月22日 - 車站成為業務委託車站，業務委託公司為JR西日本廣島MAINTEC（日语：JR西日本広島メンテック）。
- 2004年（平成16年）10月1日 - 綠色窗口營業時間變更，設有櫃臺暫停服務時段。
- 2005年（平成17年）2月7日 - 河內町（第二次）編入東廣島市，車站位於廣島縣東廣島市河內町中河內。
- 2007年（平成19年）
  - 7月12日 - 引入可接受ICOCA的簡易型自動閘機（日语：自動改札機）。
  - 9月1日 - 此站可以使用ICOCA。
- 2009年（平成21年）7月1日 - 2號月台開始下行列車使用[3]。
- 2018年（平成30年）
  - 3月31日 - 當日後綠色窗口結束營業[4]。
  - 4月1日 - 成為無人車站[5]。
  - 6月1日 - 隨著三原地域鐵道部（日语：三原地域鉄道部）廢止，成為三原站被管理車站[6]。
  - 7月6日 - 發生2018年7月西日本豪雨使車站暫停服務。
  - 9月30日 - 三原站至白市站之間重開[7]。

### 河內站附近的事故

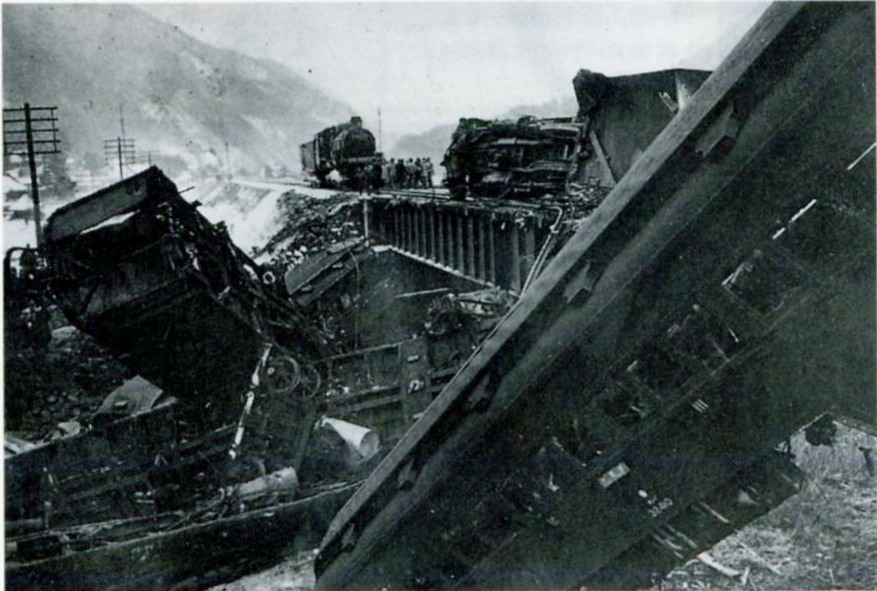
急行列車出軌墜落事故現場(1931年1月12日)

在1931年（昭和6年）1月12日，於山陽本線河內站通過中的上行急行列車在轉轍器處出軌。使機車(C53 24)翻滾，而後面5卡客車於車站前方的椋梨川鐵橋墜落在河中，7人死亡，179名輕重傷。詳情參閱山陽線急行列車出軌墜落事故。運載死者棺材從河內站使用列車運回廣島站故鄉。
現場附近在日俄戰爭時，曾有貨運列車出軌翻側，隨後在單線鐵路的時代也發生出軌脱線翻側事故，連同這次事故使此地方被名為「魔之場地」。

## 車站構造
本站是地面車站，設有1面1線的單式月台和1面2線的島式月台，共合2面3線的混合式月台。1號月台為單式月台，2號與3號月台為島式月台（兩月台之間設有中線），兩月台之間透過跨線橋連接。本站的木造站房位於1號月台側，廁所則在站內1號月台。
此站是由三原站管理的無人車站，在成為無人車站前由JR西日本廣島MAINTEC負責車站業務，為業務委託車站。站內設有綠色窗口和Kiosk。現時售票機已經使用新型號，故本站已可以使用ICOCA與其互相可以使用的IC卡。

### 車站大堂內
- 閘口（2007年（平成19年）7月引入簡易型自動閘機。沒有出閘功能，替而代之為收集箱）
- 2台自動售票機（最新型號）
- 自動販賣機（飲品）
- 候車室
  - 已經撒走

### 月台
| 月台 | 路線     | 上下行 | 方向           | 備註                       |
| ---- | -------- | ------ | -------------- | -------------------------- |
| 1    | 山陽本線 | 上行   | 三原、福山方向 | 福山方向的列車需在糸崎轉乘 |
| 2・3 | 山陽本線 | 下行   | 西條、廣島方向 | 2號月台只有部分列車使用    |

- 以上路線編號和路線顏色是來自JR西日本官方網站的全體路線圖[11]。此站是位於廣島城市網絡（日语：広島シティネットワーク）範圍外，在2016年3月時間表修正時，當時車站時間表中沒有顯示路線編號和路線顏色。
- 1號月台為上行本線，2號月台為下行副本線，3號月台為下行本線。2號月台不可連接上行路軌。
- 2號月台一定沒有定期列車停站，在2009年起為了維護路軌，每日設有2班列車使用該月台。

## 使用狀況
以下為1日平均乘車人次
| 年度               | 1日平均 乘車人次 |
| ------------------ | ---------------- |
| 2002年（平成14年） | 1,021            |
| 2003年（平成15年） | 1,063            |
| 2004年（平成16年） | 1,041            |
| 2005年（平成17年） | 952              |
| 2006年（平成18年） | 886              |
| 2007年（平成19年） | 832              |
| 2008年（平成20年） | 827              |
| 2009年（平成21年） | 782              |
| 2010年（平成22年） | 767              |
| 2011年（平成23年） | 693              |
| 2012年（平成24年） | 673              |
| 2013年（平成25年） | 648              |
| 2014年（平成26年） | 593              |
| 2015年（平成27年） | 605              |
| 2016年（平成28年） | 566              |
| 2017年（平成29年） | 526              |

## 車站周邊
- 東廣島市政廳河內分所（前・河內町（日语：河内町 (広島県)）公所）
- 市民體育館（前・河內町民體育館）
- 河內郵局（日语：河内郵便局 (広島県)）
- 國道432號（日语：国道432号）
- 廣島縣道33號瀨野川福富本鄉線（日语：広島県道33号瀬野川福富本郷線）
- 東廣島市立河內小學（日语：東広島市立河内小学校）
- 東廣島市立河內中學（日语：東広島市立河内中学校）
- 廣島縣立河內高等學校（日语：広島県立河内高等学校）
- KOMERI（日语：コメリ）Hard & Green廣島河內店
- 廣島銀行河內分店
- 島波信用金庫（日语：しまなみ信用金庫）河內分店
- JA廣島中央（日语：JA広島中央）河內分店
- 東廣島市河內文化中心

## 巴士路線
- 藝陽巴士（日语：芸陽バス）
甲山線、河內豐榮線

## 相鄰車站
西日本旅客鐵道
 山陽本線
本鄉－本鄉－入野

## 注腳
1. ↑  當時設有列車於三原站至廣島站之間快速運行，中途停車站為此站、西條站和海田市站（部分列車為三原至岡山之間快速運行）
2. ↑  『データで見るJR西日本 2001』- 西日本旅客鐵道
3. ↑  當時只有351M（12:40発 普通列車前往岩國）1班。
4. ↑  「JR時間表」2018年4月號
5. ↑  . 中國新聞. 2018-03-15  [2018-03-26]. （原始内容存档于2018-03-26）.
6. ↑  データで見るJR西日本2018 （页面存档备份，存于） p.203 - 西日本旅客鐵道
7. ↑  .   [2020年3月25日]. （原始内容存档于2020年3月25日）.
8. ↑  大阪毎日新聞1931年1月13日 晨報 7頁「哀れ七つの棺 廣島駅の樓上でしめやかな焼香」
9. ↑  大阪朝日新聞1931年1月13日
10. ↑  截至2015年3月14日，只有341M（10:14出發　普通列車岩國）和359M（15:04出發　普通列車岩國）。
11. ↑   (PDF). JR出門網.   [2016-04-21]. （原始内容存档 (PDF)于2015-03-18）.PDF
12. ↑  統計でみる東広島 （页面存档备份，存于） - 東廣島市

## 外部連結
- 河內｜車站資訊：JR出門網 - 西日本旅客鐵道